# Linia kolejowa Stefaneszty – Łużany
Linia kolejowa Stefaneszty – Łużany – linia kolejowa na Ukrainie łącząca stację Stefaneszty ze stacją Łużany. Zarządzana jest przez dyrekcję Iwano-Frankiwską Kolei Lwowskiej (oddział ukraińskich kolei państwowych).
Znajduje się w obwodzie czerniowieckim.
Linia na całej długości jest jednotorowa i niezelektryfikowana.

## Historia
Linia powstała w Austro-Węgrzech. W latach 1918–1945 położona była w Rumunii, następnie w Związku Sowieckim (1945 - 1991). Od 1991 leży na Ukrainie.